# 782 CCFL

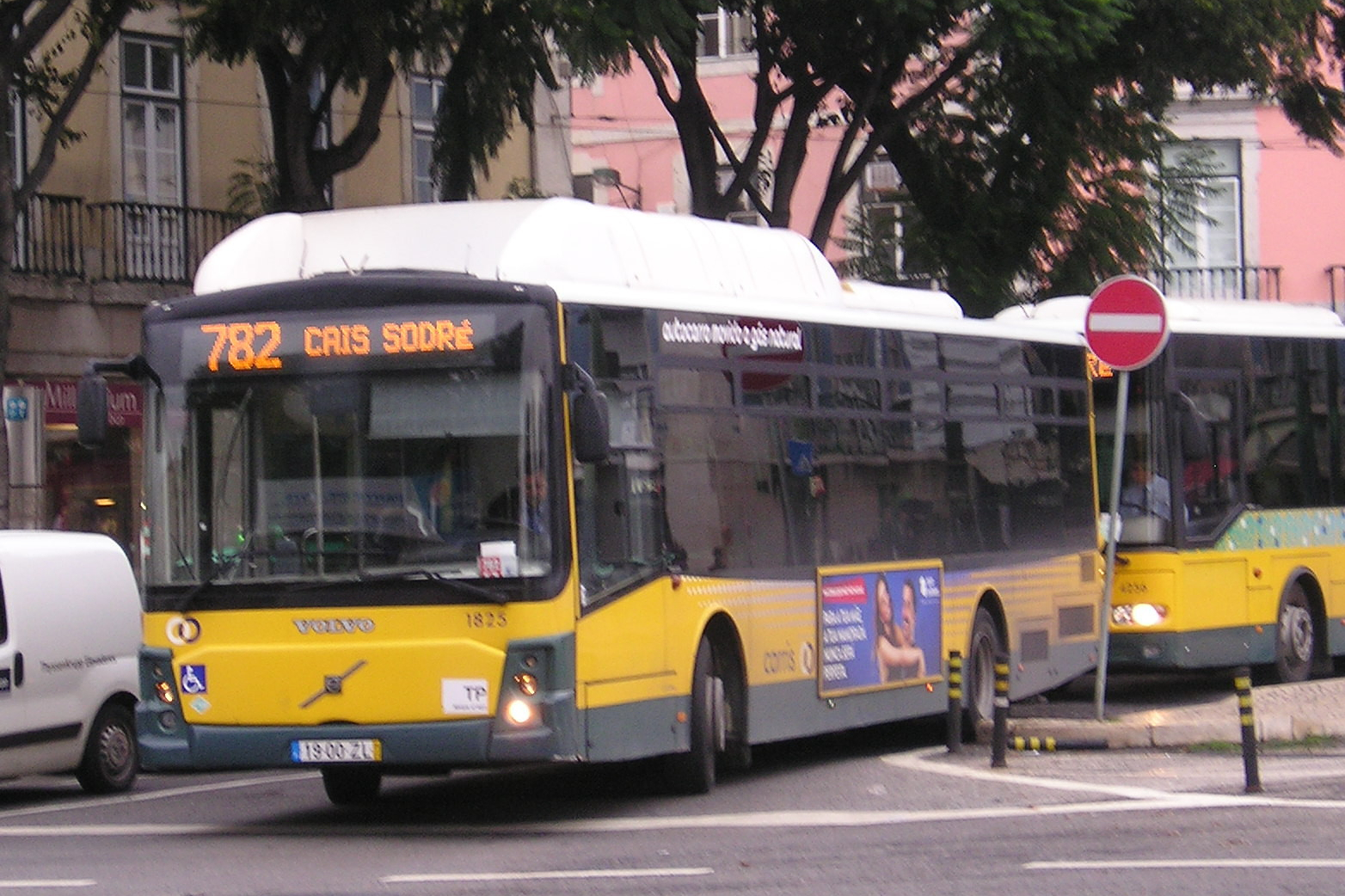
Autocarro n.º 1825 chegando ao terminal do no Cais do Sodré, em 2014.

A carreira 782 da Carris, transportadora coletiva municipal de Lisboa, Portugal, é simbolizada com a cor vermelha e é uma carreira Expresso na rede de transportes públicos da cidade de Lisboa. Tem os seus terminais no Cais do Sodré e no Praça José Queiroz, servindo o Eixo Marginal Oriental e fazendo parte do conjunto de carreiras que fazem a conexão entre as estações do Cais do Sodré, Sul e Sueste e Santa Apolónia, a Ponte-Bus Santa Apolónia - Cais do Sodré, complementando o serviço ferroviário da cidade de Lisboa.
Teve o seu início no dia 5 de Janeiro de 2008, integrada na segunda fase da rede 7 que preconizou a reestruturação da rede na zona central da cidade por ocasião da abertura da extensão da linha do metropolitano às estações do Sul e Sueste e de Santa Apolónia.
Possui um assinalável número de passageiros transportados durante o seu período de funcionamento, nomeadamente por permitir a ligação rápida e directa desde os interfaces centrais da cidade até à zona Oriental da cidade e ao Parque das Nações.

## Características

### Estação
Musgueira

### Material circulante
- Volvo B10L CNG (série 1821-1840) Camo Grande Citadino
- MAN 18-310 CNG (série 2801-2820) Cateano City Gold

### Tipologia
Carreira Expresso, com um reduzido número de paragens. Assegura a ligação do centro da cidade até à zona Oriental da cidade e ao Parque das Nações, garantindo um serviço rápido ao longo do Eixo Marginal Oriental entre Cais do Sodré e Moscavide, com paragem nas estações do Sul e Sueste e de Santa Apolónia, na ainda na Avenida Infante Dom Henrique, nas zonas de Xabregas, Beato e Poço do Bispo e passagem pelo Cabo Ruivo, estação Oriente e Avenida Dom João II, onde se localiza o Campus de Justiça.
Funciona apenas de segunda a sexta-feira, excepto feriados e somente às horas de ponta.

## Percurso
Descrição áudio da carreira 782.
Consulte o percurso da carreira 782 no Google Maps:
- Cais do Sodré → Moscavide
- Moscavide → Cais do Sodré

### Sentido Moscavide e Praça José Queiroz
Saindo do terminal do Cais do Sodré, um interface com ligação à linha de Cascais, ao metropolitano e ao serviço da Transtejo para além de um número significativo de carreiras da Carris, o autocarro dirige-se para a Praça do Comércio pelo conjunto de arruamentos interior composto pela Praça do Duque da Terceira, Rua Bernardino Costa, Rua do Arsenal e Praça do Município.
Em seguida entra na Avenida Infante Dom Henrique, com paragem junto à estação do Sul e Sueste. A continuação do percurso efectuado nesta avenida, serve Santa Apolónia, Xabregas, Beato e Poço do Bispo. 
Passando a Praça 25 de Abril, o autocarro continua pela Avenida Infante Dom Henrique, passando na base da urbanização do Vale Formoso de Cima e alcança a antiga Rotunda do Cabo Ruivo. De seguida prossegue pela zona industrial da Centieira até chegar ao cruzamento com a Avenida de Berlim onde entrará na via Recíproca para o acesso à estação do Oriente.
Após a estação entra na Avenida Dom João II que a percorre até à Praça do Venturoso entrando na Avenida da Boa Esperança que permite o acesso à rua João Pinto Ribeiro, alcançando assim Moscavide.
| código | paragem                                          | ligação | ligação | ligação | ligação | ligação | ligação | ligação | ligação | ligação | ligação | ligação | ligação | ligação | ligação | ligação | ligação | ligação | ligação | ligação | ligação com outros operadores                                                                   |
| ------ | ------------------------------------------------ | ------- | ------- | ------- | ------- | ------- | ------- | ------- | ------- | ------- | ------- | ------- | ------- | ------- | ------- | ------- | ------- | ------- | ------- | ------- | ----------------------------------------------------------------------------------------------- |
| cod    | CAIS DO SODRÉ                                    | 728     | 781     | 735     |         | 210     | 206     | 736     | 91      | 207     |         | 208     | 732     | 760     | 15E     | 18E     | 201     | 202     | 758     | 706     | Transtejo                                                                                       |
| cod    | Corpo Santo                                      | 728     | 781     | 735     |         | 210     | 206     | 736     | ↓       | 207     |         | 208     | 732     | 760     | 15E     | 25E 774 | 714     | 711     |         | ↓       |                                                                                                 |
| cod    | Praça do Comércio                                | 728     | 781     | 735     | 759     | 210     | 206     | 736     | 91      | 207     |         | 208     | 732     | 760     | 15E     | 25E 774 | 714     | 711     |         | ↓       |                                                                                                 |
| cod    | Sul e Sueste                                     | 728     | 781     | 735     | 759     | 210     | 206     |         |         |         | 794     | ↓       |         |         |         | 25E 774 |         |         |         | ↓       | Soflusa                                                                                         |
| cod    | Santa Apolónia                                   | 728     | 781     | 735     | 759     | 210     | 206     | 712     | 734     |         | 794     | ↓       |         |         |         |         |         |         |         | 706     | Ligação à Linha da Azambuja · Ligação aos serviços ferroviários de Longo Curso e Regional da CP |
| cod    | Xabregas (Rua da Manutenção)                     | 728     | 781     |         | 759     | 210     |         |         |         | 718     | 794     | ↓       |         |         |         |         |         |         |         |         |                                                                                                 |
| cod    | Beato                                            | 728     | 781     |         | ↓       | 210     |         |         |         | 718     | ↓       | ↓       |         |         |         |         |         |         |         |         |                                                                                                 |
| cod    | Doca do Poço do Bispo                            | 728     | 781     |         | ↓       | 210     |         |         | 755     | 718     | ↓       | ↓       |         |         |         |         |         |         |         |         |                                                                                                 |
| cod    | Fábrica de Braço de Prata                        | ↓       | ↓       |         | ↓       | ↓       |         |         | 755     | 718     | ↓       | ↓       |         |         |         |         |         |         |         |         | Ligação à Linha de Sintra · Ligação à Linha da Azambuja                                         |
| cod    | Vale Formoso de Cima                             | ↓       | ↓       |         | ↓       | ↓       |         | 749     | 755     | 718     | ↓       | ↓       |         |         |         |         |         |         |         |         |                                                                                                 |
| cod    | Azinhaga do Baptista                             | ↓       | ↓       |         | ↓       | ↓       |         |         |         |         | 794     | ↓       |         |         |         |         |         |         |         |         |                                                                                                 |
| cod    | Rotunda do Cabo Ruivo                            | ↓       | 781     |         | ↓       | ↓       | 750     |         |         |         | 794     | ↓       |         |         |         |         |         |         |         |         |                                                                                                 |
| cod    | Avenida Infante Dom Henrique (Centieira)         | ↓       |         |         | ↓       | ↓       | 750     |         |         |         | 794     | ↓       |         |         |         |         |         |         |         |         |                                                                                                 |
| cod    | Avenida Infante Dom Henrique (Avenida de Pádua)  | ↓       |         |         | ↓       | ↓       | 750     |         |         |         | 794     | ↓       |         |         |         |         |         |         |         |         |                                                                                                 |
| cod    | Avenida Infante Dom Henrique (Avenida de Berlim) | ↓       |         |         | ↓       | ↓       | 750     |         |         |         | 794     | ↓       |         |         |         |         |         |         |         |         |                                                                                                 |
| cod    | Estação Oriente                                  | 728     | 708     | 400     | 759     | 210     | 750     | 705     | 725     | 744     | 794     | 208     |         |         |         |         |         |         |         |         | TST RL Autocarros de Longo Curso                                                                |
| cod    | Avenida Dom João II                              | ↓       | 708     | 400     | 759     | ↓       |         | 705     | 725     | 744     |         | 208     |         |         |         |         |         |         |         |         | RL                                                                                              |
| cod    | Avenida da Boa Esperança                         | ↓       | 708     | 400     | 759     | ↓       |         | 705     | 725     | 744     |         | 208     |         |         |         |         |         |         |         |         |                                                                                                 |
| cod    | Moscavide (Rua João Pinto Ribeiro)               | 728     |         |         | 759     | 210     | 731     | 705     | 725     | 744     |         | 208     |         |         |         |         |         |         |         |         |                                                                                                 |
| cod    | PRAÇA JOSÉ QUEIROZ                               | 728     |         |         | 759     | 210     | 731     | 705     | 725     |         |         | 208     |         |         |         |         |         |         |         |         |                                                                                                 |

## Horário
Ficheiros em formato PDF
- Cais do Sodré → Moscavide
- Moscavide → Cais do Sodré